# Euryglossina hypochroma
Euryglossina hypochroma är en biart som beskrevs av Cockerell 1916. Euryglossina hypochroma ingår i släktet Euryglossina och familjen korttungebin. Inga underarter finns listade i Catalogue of Life.

## Bildgalleri

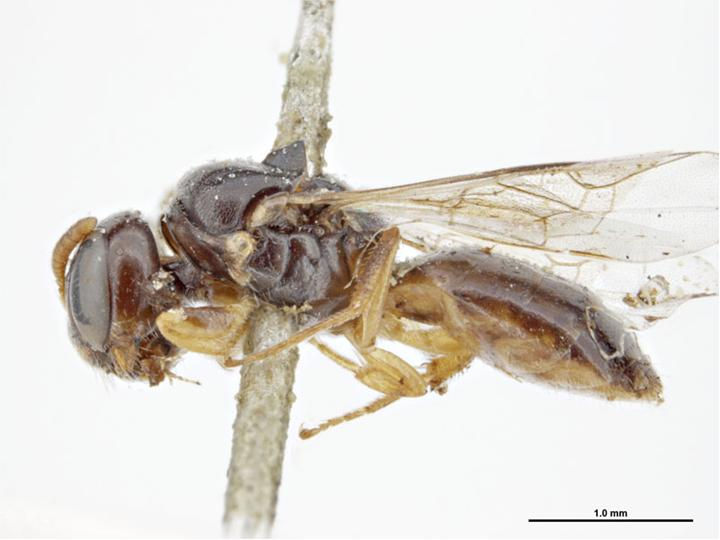
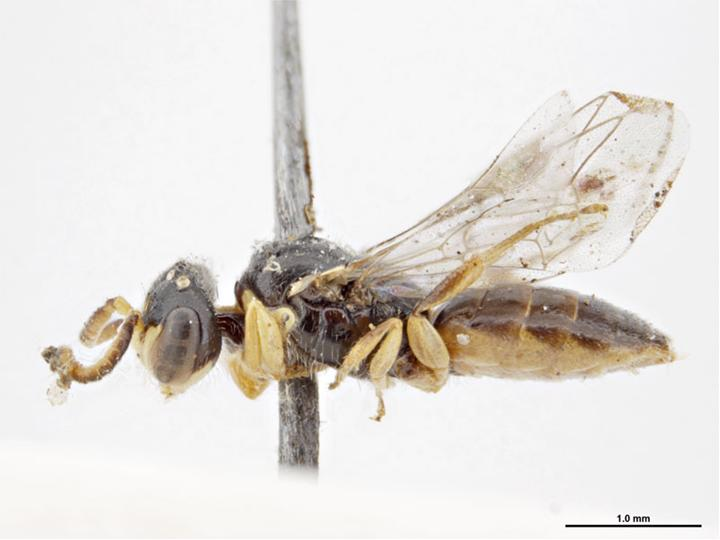
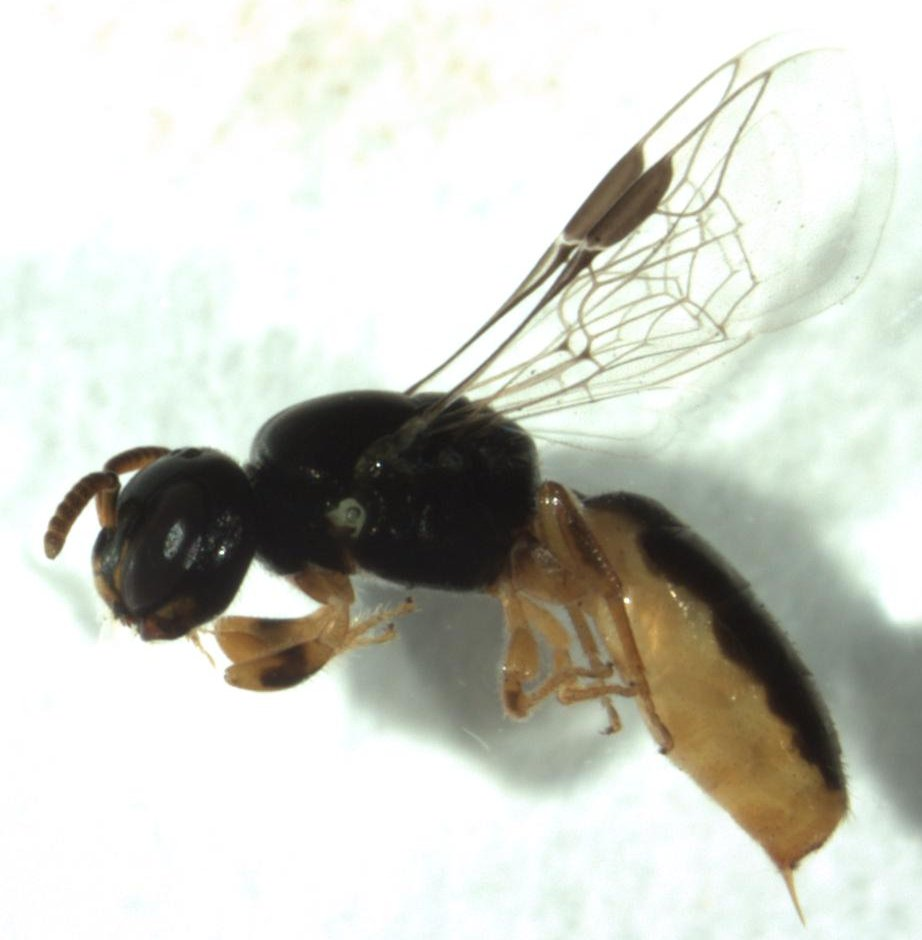